# André Marty (Politiker)

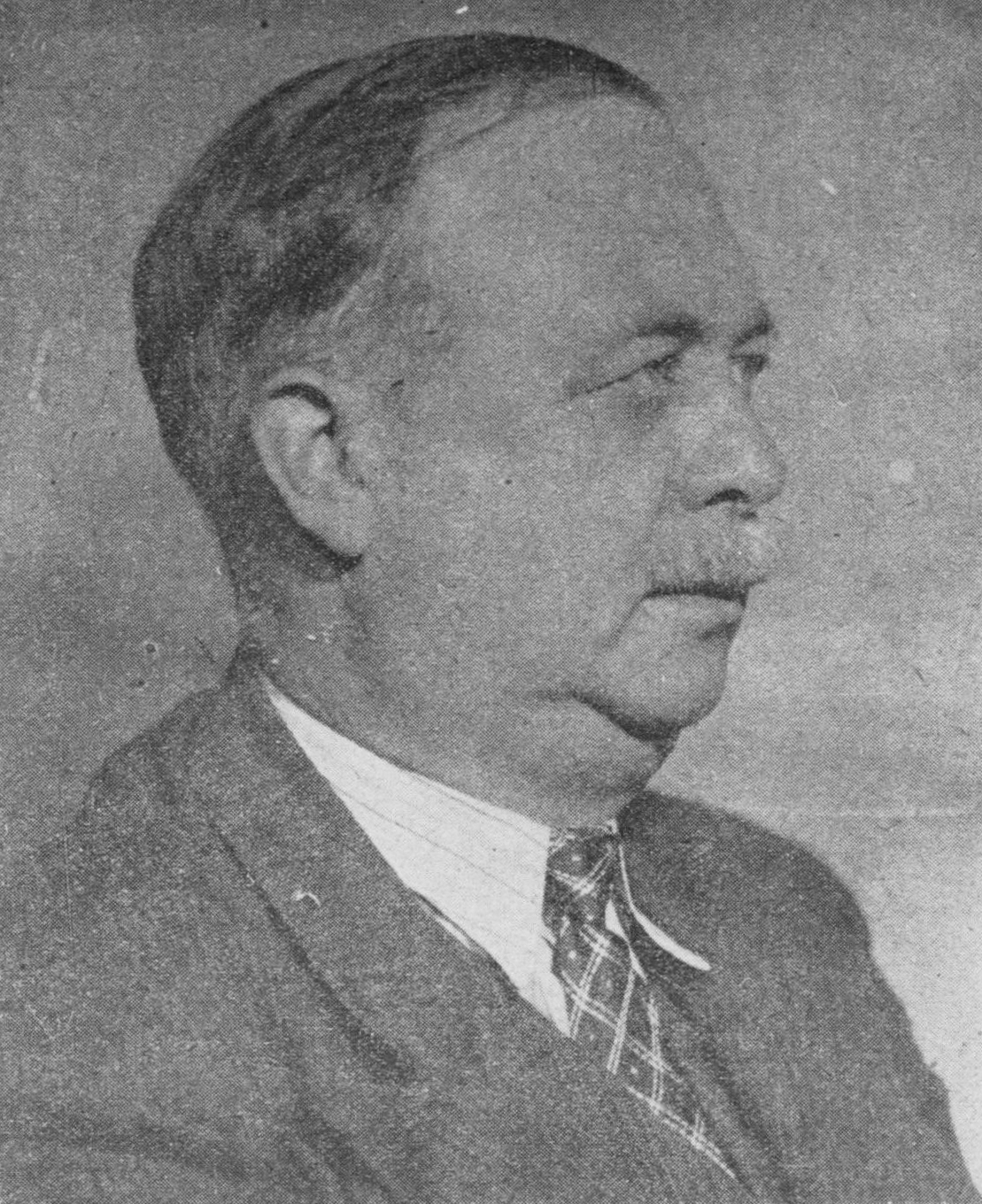
André Marty (1936)

André Marty (* 6. November 1886 in Perpignan; † 23. November 1956 in Toulouse) war ein französischer Kommunist, Politiker und Journalist. Für rund 15 Jahre zählte er zu den einflussreichsten Funktionären der Komintern.

## Leben und Wirken

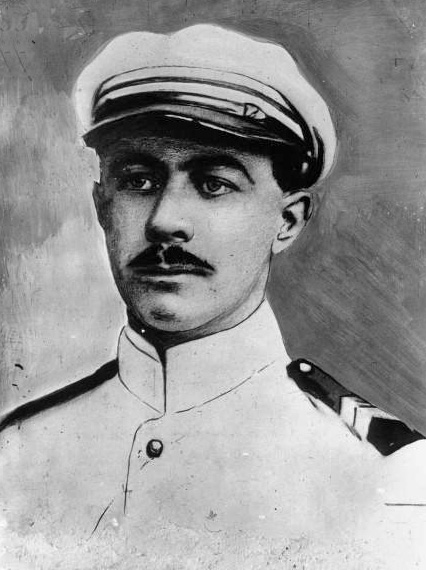
André Marty als Maschinist der französischen Schwarzmeerflotte (1919)

Nach einer Lehre als Kesselschmied ging der Sohn eines Weinhändlers zur Marine. Im April 1919 gehörte er als leitender Maschinist der französischen Schwarzmeerflotte an, die beabsichtigte, die weißen Truppen im Kampf gegen die Rote Armee zu unterstützen. Dies wurde durch eine Meuterei vor Sewastopol verhindert, die angeblich Marty in Gang gesetzt hatte. Zwar ist seine Rolle bei dieser Solidaritätsaktion umstritten, doch damals avancierte er über Nacht zum Helden der Sowjetunion und des Kommunismus überhaupt. Zu 20 Jahren Haft verurteilt, nach viereinhalb Jahren Kerkerhaft 1923 jedoch begnadigt, schloss sich Marty 1923 der französischen Kommunistischen Partei an. Er stieg zum Abgeordneten der Nationalversammlung und Mitglied des Zentralkomitees auf. Um 1927 musste er wie viele andere aktive Antimilitaristen erneut ins Gefängnis. Von 1934 bis 1935 war er Chefredakteur des einflussreichen Parteiblattes L’Humanité.

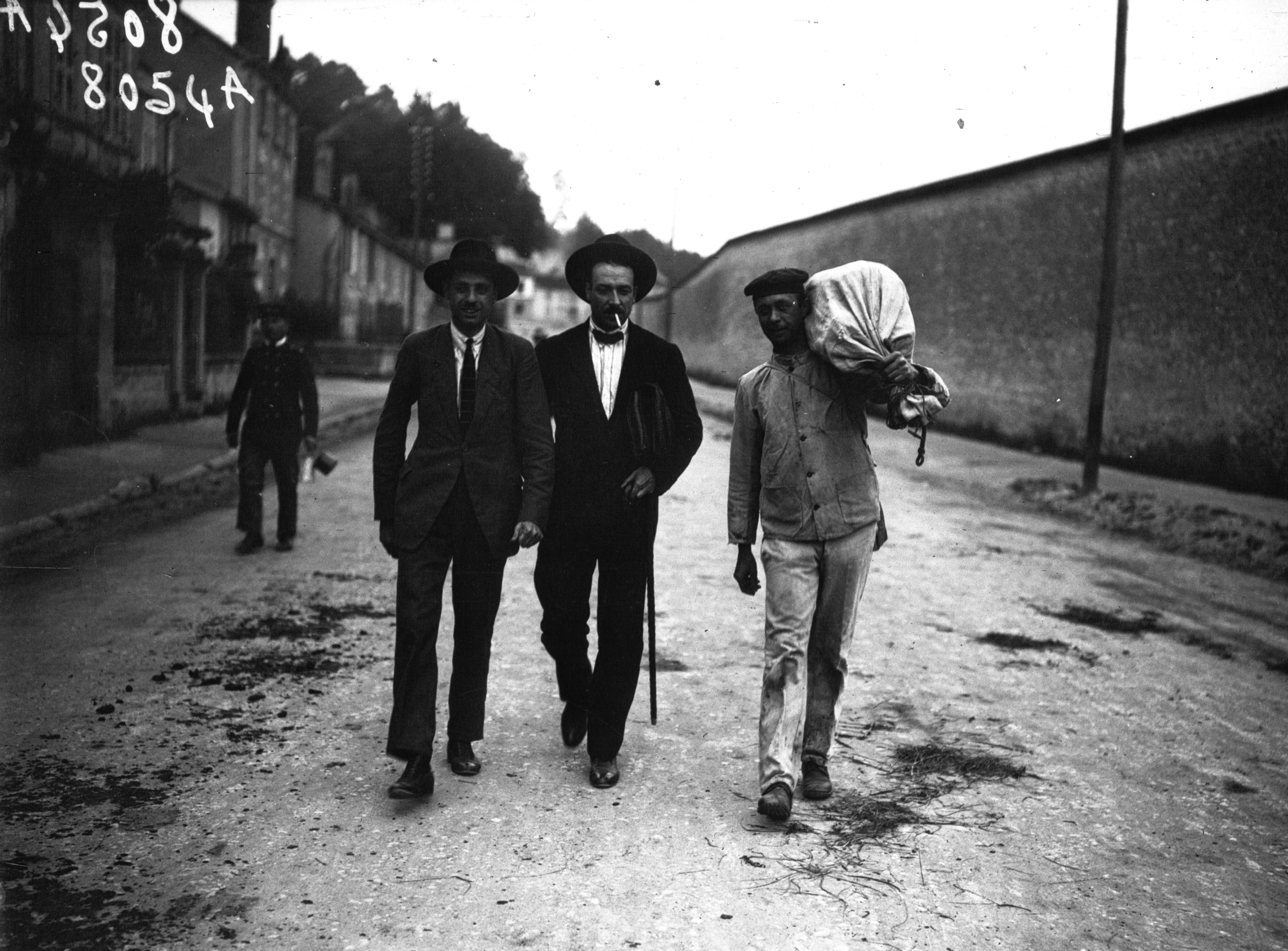
Marty bei der Entlassung aus dem Gefängnis Clairvaux in Ville-sous-la-Ferté, mit seinem Bruder (1923).

## Spanischer Bürgerkrieg
Zu Beginn des Spanischen Bürgerkrieges war Marty daran beteiligt, die ersten kommunistischen Freiwilligen aus Frankreich zur Verteidigung von Irun zu organisieren. 1936 wurde er als Instrukteur der Komintern, nach dem Beschluss zur Aufstellung der Internationalen Brigaden, nach Spanien geschickt. Die Aktivitäten der rund 2.000 sowjetischen Kämpfer und „Berater“ im Spanischen Bürgerkrieg dienten in erster Linie den geopolitischen Interessen Moskaus. Er gewann als oberster Politischer Kommissar der gegen Franco kämpfenden Internationalen Brigaden eine ausgesprochen starke Stellung. Marty ging dabei mit großer Grausamkeit vor. Nach etlichen Zeugen –  wie Gustav Regler, Ilja Ehrenburg, Ernest Hemingway in Wem die Stunde schlägt, Peter Weiss in Die Ästhetik des Widerstands  – war der in Albacete stationierte hünenhafte massige Franzose krankhaft machtbesessen, argwöhnisch, jähzornig, skrupellos und zudem in militärischer Hinsicht inkompetent. Er habe nie Ratschläge angenommen, stets in hysterischem Tonfall gesprochen und schon wegen geringster Vergehen Exekutionen angeordnet, schreiben Jason Gurney und Peter Weiss. Gurney: „In short he was a real menace.“ Marty entwickelte die Wahnvorstellung, dass „faschistisch-trotzkistische Spione“ die Internationalen Brigaden infiltriert hätten. Er sah es unter dem Eindruck der Moskauer Schauprozesse als seine Pflicht an, Verschwörer zu entlarven und diese zu liquidieren. Nach dem Scheitern eines Angriffes der XIV. Internationalen Brigade am 24. Dezember 1936 an der Andújarfront erschien André Marty im Hauptquartier der Brigade und ließ den Kommandanten des La-Marseillaise-Bataillon, Major Gaston Delasalle, vor ein Kriegsgericht stellen. Er wurde wegen Spionage verurteilt und erschossen. Laut dem Historiker Antony Beevor trifft aber nicht zu, dass Marty die Liquidierung von 500 Interbrigadisten befohlen hat. Er trug aber dazu bei, in den Reihen der Internationalen Brigaden eine Atmosphäre zu schaffen, die von Furcht vor willkürlichen Exekutionen bestimmt wurde. Gleichwohl hält Walther L. Bernecker den für Marty geprägten Spitznamen Schlächter von Albacete für überzogen.
Marty war während der Schlacht um Madrid Generalinspekteur der XI. Internationalen Brigade. Nach Marty wurde das André-Marty-Bataillon benannt, welches bei der Schlacht am Jarama gänzlich aufgerieben wurde. Er reiste im Januar 1937 mit Manfred Stern (General Kléber) nach Moskau, wo ihm Komintern-Generalsekretär Dimitroff eine Aufgabe in Lateinamerika übertragen wollte. Marty bestand jedoch darauf, nach Spanien zurückzukehren, wo er eine Kontrolle durch Palmiro Togliatti akzeptieren musste. Als Folge von Togliattis kritischen Berichten wurde Marty das Kommando über die XI. Internationale Brigade entzogen. Im April 1938 wurde er auf Anordnung des Zentralkomitees der PCE als unerwünschte Person aus Spanien ausgewiesen. Der Anlass war, dass er sich am 11. März 1938 an der Aragon-Front in einer äußerst kritischen Gefechtssituation unangekündigt von der Truppe entfernt hatte. Er kehrte hierauf nach Frankreich zurück.

## Zweiter Weltkrieg und Lebensende
Nach dem Sieg Francos im Jahre 1939 begab sich Marty in die Moskauer Zentrale der Komintern und arbeitete dort bis zu ihrer Auflösung im Mai 1943 als Sekretär und Instrukteur. Anschließend wurde er nach Algerien beordert, um die dortigen Verbände von Charles de Gaulles Freien Französischen Streitkräften zu unterstützen. Nach der Befreiung von Paris im August 1944 ins Mutterland zurückgekehrt, versuchte er allerdings, de Gaulles provisorische Regierung revolutionär zu durchkreuzen. Das misslang, weil Moskau solche Umsturzpläne nicht guthieß. Obwohl Marty erneut in die Nationalversammlung gewählt worden war, schwand seine Hausmacht in der KP. 1952 kam er durch die Affaire Marty-Tillon zu Fall, die der prominente kommunistische Funktionär und Pressebaron Étienne Fajon durch die Behauptung in Gang gesetzt hatte, bei Marty und Charles Tillon (Martys Mitstreiter aus alten Marinezeiten) handle es sich um Polizeispitzel. Marty wurde als Zweiter Sekretär des Zentralkomitees abgesetzt und bald darauf (wie auch Tillon) sogar aus der Partei ausgeschlossen. Nach Einschätzung von Michel Pablo hatte er der KPdSU und dem "rechten Flügel" im französischen ZK nicht mehr ins Konzept gepasst. Er blieb jedoch Abgeordneter bis 1955 und veröffentlichte im selben Jahr ein Buch über jene Affaire. Ende 1956 starb er an seinem Rückzugsort bei Toulouse an Lungenkrebs.
Wenig später wurde die nach Marty benannte Großwerft am Südlichen Bug im ehemaligen Kriegsgefangenenlager 126 Nikolajew, die vor der Oktoberrevolution dem französischen Konzern Naval gehört hatte, in Tschernomorskij Sudostroitelnij Sawod (Schwarzmeer-Schiffbaubetrieb) umbenannt.